# Caudal Deportivo
Maillots
Le Caudal Deportivo est un club de football espagnol, basé à Mieres (Asturies) et fondé en 1918.

## Histoire
Le Sporting de Mieres est fondé en 1914, sans aucun lien toutefois avec la Fédération espagnole de football. Le club disparaît quatre ans plus tard, démoralisé par ses mauvaises performances. La même année, après un tirage au sort, le Racing Club de Mieres est créé, l'équipe étant rebaptisée Caudal Deportivo de Mieres après la Guerre Civile Espagnole, puisque toutes les dénominations étrangères sont alors interdites.
En 1946, Caudal atteint la Tercera División (troisième division à l'époque) pour la première fois de son histoire. Cinq ans plus tard, en 1951, le club est pour la première fois promu en deuxième division. Il reste à ce niveau pendant sept saisons, jusqu'en 1958. Il réalise sa meilleure performance en Segunda División lors de la saison 1955-1956, où il se classe 4e de son groupe, avec treize victoires, huit nuls et neuf défaites. 
Le club évolue ensuite en Tercera División pendant 17 saisons consécutives, de 1958 à 1975. Après un très bref passage en Ligue régionale, il retrouve la Tercera División en 1976. Le club participe à la saison inaugurale de Segunda División B (nouvelle troisième division) en 1977-1978. Il est relégué en Tercera División en 1979. Il reste huit saisons à ce niveau, puis rejoue en Segunda División B lors de la saison 1987-1988.
Le club rejoue ensuite en Tercera División de 1988 à 1977, puis en Segunda División B 1997 à 2002. Après un très bref passage en Tercera División, il retrouve la Segunda División B en 2003, avant de retomber immédiatement en Tercera División.
Le club retourne en Segunda División B en 2010, mais se voit de nouveau relégué immédiatement à l'échelon inférieur. Il rejoue ensuite en Segunda División B de 2012 à 2014. Après deux années passées en Tercera División, il retrouve la Segunda División B lors de la saison 2016-2017.

## Palmarès
National :
- Tercera División (15) : Vainqueur en 1950, 1960, 1963, 1964, 1984, 1987, 1991, 1993, 1994, 1995, 2003, 2007, 2010, 2012, 2016